# Кортезан, Жайме
Жа́йме Зуза́рте Кортеза́н (порт. Jaime Zuzarte Cortesão; 29 апреля 1884, Ансан — 14 августа 1960, Лиссабон) — португальский писатель

, поэт, драматург, автор рассказов, мемуарист, врач, политик и историк, один из авторитетных представителей португальской литературы первой половины XX века. Капитан медицинской службы Португальского экспедиционного корпуса в Первую мировую войну. Директор Национальной библиотеки Португалии (1919—1927). Офицер ордена Сантьяго (OSE, 1919), Великий офицер португальского ордена Свободы (GOL, 1980), Кавалер Большого креста ордена Инфанта дона Энрике (GCIH, 1987).

## Биография
Один год изучал древнегреческий язык в Коимбрском университете, затем там же два года право, помимо того изучал искусствоведение. При окончательном выборе остановился на изучении медицины в Университете Порту и завершил учёбу в Лиссабонском университете работой «Искусство и медицина — Антеру де Кинтал и Соуза Мартинш» (A Arte e a Medicina — Antero de Quental e Sousa Martins, Коимбра, 1910), отражающей разносторонние интересы. Однако, медицина не стала призванием жизни, и Кортезан в 1911—1915 годах преподавал историю и литературу в Порту, а затем стал отдавать всё своё время занятиям литературой и политикой. Сотрудничал с авторитетными изданиями первой четверти XX века «А́гия» (1911—1912, A Águia, «Орёл»), «Ренашсенса» (1912—1916, Renascença, «Возрождение»), «Лузитания» (Lusitânia) и «Сеара Нова» (1921—1926, Seara Nova, «Новое поле»). В 1912 году в Порту вместе с Тейшейрой де Пашкуайшем основал культурное движение Renascença Portuguesa («Португальский Ренессанс»). В 1914 году составил антологии Cancioneiro Popular («Народный песенник») и Cantigas do Povo para as Escolas («Кантиги народа для школ») для народного образования.
Во время Первой мировой войны записался добровольцем, служил в полевом госпитале и оставил мемуары о действиях Португальского экспедиционного корпуса с точки зрения врача. Состояние хаоса, паника, страх и ужас португальцев после артподготовки бошей (порт. boches) 9 апреля 1918 года перед битвой на Лисе описаны в одной из глав мемуаров Кортезана, когда какой-то раненный повторял: «это Алкасер-Кибир». Писатель был ранен и получил Военный Крест (Cruz de Guerra). В 1919 году был назначен директором Национальной библиотеки Португалии.
С 1911 года был масоном, но после нескольких лет спорадической активности покинул тайное общества. Свои политические симпатии отдавал анархизму и демократическому республиканизму. Занимал сторону оппозиции политике как Сидониу Паиша, так и во времена Нового государства Салазара, что привело к арестам, тюремным заключениям и изгнанию. В феврале 1927 года за участие в антидиктаторском восстании был смещён с поста директора Национальной библиотеки Португалии и был вынужден покинуть страну. Годы эмиграции проводил во Франции и Испании, но после падения Испанской республики осел во Франции. Рискнув вернуться в Португалию в 1940 году, во время Второй мировой войны, был снова арестован и вынужден покинуть родину, переехав в тот раз в Бразилию, где занимался изучением португальской экспансии и историей основания Бразилии. Неоднократно посещал Португалию, но окончательно вернулся на родину в 1957 году. В годы изгнания продолжал бороться за восстановление демократии в Португалии. За организацию исторической выставки «400 лет основания Сан-Паулу» был удостоен звания «Почётный гражданин Сан-Паулу».
Во время похорон гроб с телом Кортезана был покрыт государственными флагами Португалии и Бразилии, как выдающегося деятеля культуры этих стран.

## Творчество
Творчество Кортезана отражает широту научных и художественных взглядов его как учёного, так и деятеля культуры, журналиста, когда в круг интересов входили поэзия и проза, драматический театр и политика, вопросы народного образования и национального сознания. На протяжении всей жизни внимание Кортезана привлекали проблемы патриотизма и самосознания португальцев, что побудило его приступить к исследованиям эпохи Великих географических открытий. В работах данной темы ощущается воздействие концепции патриотического, эстетического, литературного и религиозно-философского движения саудозизма (саудосизма) о величии Португалии и мировом значении португальских мореходов, первопроходцев и первооткрывателей, краеугольным камнем которой было понятие саудаде. В 1922 году сопровождал президента Португалии Антониу Жозе де Алмейду в его поездке в Бразилию, и в том же году опубликовал свой первый труд по истории «Экспедиция Педру А́лвареша Кабрала и открытие Бразилии» (A Expedição de Pedro Álvares Cabral e o Descobrimento do Brasil).
В январе 1924 года в журнале «Лузитания» (Lusitânia) опубликовал сенсационный очерк «О национальной секретности в отношении открытий» (Do sigilo nacional sobre os Descobrimentos), в котором «впервые выдвинул свою гипотезу о политике секретности португальских королей в средние века, которую он развил и углубил в более поздних работах». А. М. Хазанов кратко описал его содержание следующими словами: «Коротко говоря, суть гипотезы Ж. Кортезана состоит в том, что на протяжении всей эпохи Великих географических открытий, особенно в XV—XVI веках, португальская корона стремилась сохранить в тайне всё, что касалось навигации и навигационной науки. Примером этого может служить то, что можно назвать „тайной Васко да Гамы“. Как пишет Ж. Кортезан в конце своего очерка 1924 года: „За эпопеей, воспетой Камоэншем, скрываются другие спрятанные Лузиады“». Иными словами, возможно, что ещё до Кабрала, в Бразилии побывал Васко да Гама, королевские хронисты вынуждены были держать рот на замке для соблюдения секретности морских экспедиций, а в качестве дымовой завесы португальский король Жуан II вслепую использовал Колумба, которого не позволил убить в Лиссабоне своим приближённым. Как историк внёс большой вклад в изучение истории Бразилии. Написал изрядное количество новаторских научных работ, получивших международное признание.
В 1958 году был избран президентом Португальского общества писателей (Sociedade Portuguesa de Escritores, 1956—1965).

## Основные публикации
- 1910 — A Morte da Águia (героическая поэма из 7 песен)
- 1913 — …Daquém e Dalém Morte (рассказы)
- 1914 — Glória Humilde (поэзия)
- 1916 — O infante de Sagres (драма)
- 1918 — Egas Moniz (драма)
- 1919 — Memórias da Grande Guerra : 1916-1919 :  [порт.] / Jaime Cortesão. — 1.ª ed. — Pôrto : Renascença Portuguesa, 1919. — 247 p. — (Biblioteca histórica. Memórias ; vol. 2).
- 1921 — Adão e Eva (драма)
- 1922 — A Expedição de Pedro Álvares Cabral e o Descobrimento do Brasil :  [порт.] / Jaime Cortesão. — 1.ª ed. — Paris • Lisboa : Aillaud e Bertrand, 1922. — 328 p.
- 1923 — Divina voluptuosidade (поэзия)
- 1924 — Do sigilo nacional sobre os Descobrimentos (Lusitânia, Janeiro; историография)
- 1925 — A Tomada e Ocupação de Ceuta (историография)
- 1930 — A Expansão dos Portugueses na História da Civilização («Экспансия португальцев в истории цивилизации» историография)
- 1940 — Missa da meia-noite (поэзия)
- 1960—1962 — Os Descobrimentos Portugueses, 2 vols. («Географические открытия португальцев» историография)